# 足底方形筋
足底方形筋（そくていほうけいきん、Quadratus plantae muscle）は人間の下肢の筋肉で長趾屈筋の補強を行う。
踵骨の足底面の内側および外側縁の筋頭から起始し、長指屈筋腱の外側縁で停止する。